# Daude de Pradas
Daude de Pradas est un troubadour originaire « d'un bourg du Rouergue du nom de Prades à quatre lieues de Rodez » (« Daude de Pradas si fo de Rozergue d'un borc que a nom Pradas que es pres de la ciutad de Rodez quatre leguas... »).
Il vécut dans les trois premiers quarts du XIIIe siècle. Il est auteur d'une vingtaine de poésies lyriques et de deux poèmes didactiques, l'un, sur les quatre vertus cardinales (El Romanz) et l'autre sur la fauconnerie (Dels Auzels Cassador).

## Biographie
Deodatus de Pradas, comme il est appelé dans les archives de Rodez, semble avoir eu une vie exceptionnellement longue, comme Peire Cardenal. Il est signalé dans les archives à partir de 1214 jusqu'en 1282.
Si l'on en croit sa vida, « c'était un homme très lettré, à l'intelligence innée, qui composait facilement », qui fut chanoine de la cathédrale de Maguelonne, mais rien n'est moins sûr. En revanche, il est mentionné comme chanoine à Sainte-Marie de Rodez en 1214, puis vicaire général en 1266. Il est protégé successivement par Guillaume IV d'Orange (mort en 1218) puis par Estève de Chalançon, évêque du Puy-en-Velay de 1220 à 1231. Sur une miniature, il est représenté vêtu d'un long surcot mais tonsuré.

## Œuvres
El Romanz
Ce poème sur les quatre vertus cardinales, écrit entre 1220 et 1231 et composé de 1 812 vers octosyllabiques à rimes plates, est une traduction/adaptation en occitan de la Formula vitæ honestæ de Martin de Braga, dédicacée à Estève de Chalançon.
Des auzels cassadors
Il s'agit d'un traité de fauconnerie, activité aristocratique, en 3 792 vers, inspiré du De cura accipitrum d'Adélard de Bath et sans doute de divers traités en latin du siècle précédent. Il en existe quatre manuscrits complets dont deux à la BnF et un à la Bibliothèque vaticane.
Les chansons
Daude de Pradas a chanté l'amour divin, « celui qui saisit tout sans fin ni commencement », mais sa qualité de chanoine ne l'a pas empêché d'écrire aussi des chansons d'amour profanes. Ses cansos, au nombre d'une vingtaine, décrivent comment Amor, Merces, Joi, Desir (Amour, Joie, Mercy et Désir) déterminent l'état d'esprit de l'amoureux. Il n'existe plus la mélodie que d'une seule.
Il a composé, vers 1220, un planh à l'occasion de la mort d'Uc Brunenc, son compatriote. Il est aussi auteur d'une tenso dans laquelle il mentionne Gui d'Ussel. Dans Le Roman de la Rose, écrit dans le premier tiers du XIIIe siècle, un de ses poèmes (Belha m'es la votz autana) est cité (v. 4652-4659), traduit en langue d'oïl, Bele m'est la voiz altane, et présenté comme « une chanson auvergnate », ce qui semble indiquer que, de son vivant, ses chansons étaient connues au-delà de la sphère occitane.